# Peter des Roches

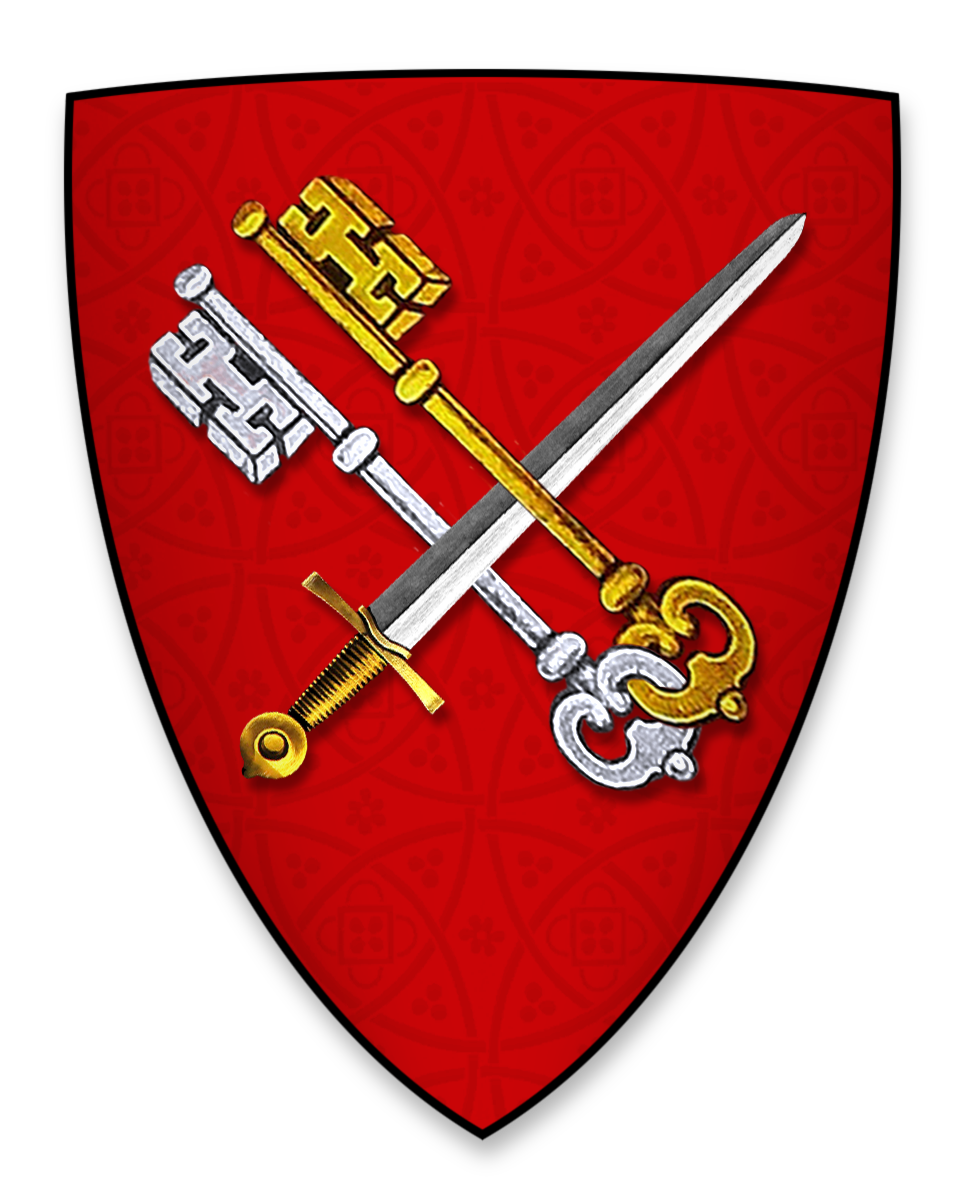
Wappen von Peter des Roches

Peter des Roches (auch Peter de Rupibus) († 9. Juni 1238 in Farnham Castle) war ein englischer Politiker und Bischof der englischen Diözese Winchester. Ursprünglich aus Frankreich stammend, war er drei Jahrzehnte lang einer der wichtigsten Politiker während der Herrschaft von König Johann Ohneland und König Heinrich III.

## Herkunft
Peter des Roches stammte aus der Grafschaft Tours im nordwestlichen Frankreich, die bis 1204 im Besitz der französischen Könige war. Die Familie des Roches gehörte dem Ritterstand an, das Zentrum der Besitzungen der Familie lag bei Château-du-Loir. Ein weiterer bekannter Angehöriger der Familie war Guillaume des Roches, der unter den englischen Königen als Seneschall von Anjou gedient hatte und schließlich auf die Seite von König Philipp II. von Frankreich wechselte.

## Im Dienst der Angevinischen Könige

### Dienst in Frankreich
Peter des Roches wird erstmals im April 1197 genannt, als er in Tours eine Urkunde von König Richard Löwenherz bezeugte. In den nächsten Jahren wurde er zum Prior von Loches, zum Dekan der Kirche Saint-Martin in Angers und zum Kämmerer des Kollegiatstiftes Saint-Hilaire-de-Poitiers ernannt. Die Aufgaben dieser Pfründen nahm des Roches nicht selbst war, sondern ließ sich vertreten. Nach dem Chronisten Roger von Wendover lag des Roches Stärke jedoch weniger im Predigen, sondern in der Belagerung von Burgen. Auch seine Zeitgenossen bewunderten eher des Roches militärisches Geschick als seine Tätigkeit als Geistlicher. Nach der Eroberung der Normandie durch Frankreich im Französisch-Englischen Krieg 1203 flüchtete des Roches nach England.

### Aufstieg zum Bischof von Winchester
Unter König Johann Ohneland stieg des Roches zu einem führenden Beamten der Kämmerei, der königlichen Finanzverwaltung auf. Zum Ausgleich seiner verlorenen französischen Pfründen belohnte ihn der König mit einer Vielzahl von Pfründen und geistlichen Ämtern in England. Unter anderem wurde er Präzentor der Kathedrale von Lincoln und Vikar von Bamburgh. Im April 1204 wurde ihm das Recht verliehen, in der vakanten Diözese Chichester Pfründen und Pensionen zu verteilen. Nach dem Tod von Bischof Godfrey de Lucy im September 1204 schlug der König des Roches als neuen Bischof der reichen Diözese Winchester vor. Obwohl die Archidiakone von Winchester und Surrey den Dekan von Salisbury, Richard Poore als eigenen Kandidaten aufstellten, erhielt des Roches die Mehrheit der Stimmen der Kanoniker des Kathedralpriorats. Die Entscheidung über den neuen Bischof wurde darauf im Frühjahr 1205 dem Papst übertragen. Dieser Rechtsstreit wurde in die Länge gezogen, wobei König Johann für des Roches die Kosten dieses Rechtsstreits übernahm. Schließlich konnte Papst Innozenz III. überzeugt werden, die Wahl von des Roches zu bestätigen. Am 25. September 1205 wurde des Roches vom Papst in Rom zum neuen Bischof von Winchester geweiht. Am 24. März 1206 wurden des Roches die Temporalien übergeben und am 26. März, an Palmsonntag 1206 wurde er als neuer Bischof in der Kathedrale von Winchester eingesetzt.

### Tätigkeit während des Interdikts über England
Auch als Bischof setzte Peter des Roches seinen Dienst für den König fort. Zwischen 1206 und 1214 war der de facto Leiter der königlichen Finanzverwaltung. Er war sowohl für die Aufwendungen für Burgen wie für Feldzüge verantwortlich, aber er übernahm auch Aufgaben am Hof und unterhielt und bewirtete ausländische Gesandtschaften. Die Umstände seiner Bischofswahl führten dazu, dass der Papst festlegte, dass des Roches als Bischof nur vom Papst selbst entlassen oder exkommuniziert werden dürfe. Dafür erhoffte sich der Papst die Mithilfe von des Roches bei der Erhebung des Peterspfennigs durch die englische Kirche. Die Erhebung scheiterte zwar, doch durch seine vom Papst schriftlich bestätigte Sonderstellung behielt des Roches eine einzigartige, vom Erzbischof von Canterbury unabhängige Stellung als Bischof. Es gibt keinen Beleg, dass des Roches jemals dem Erzbischof von Canterbury als Oberhaupt der englischen Kirche Gehorsam versprochen hat. Als Papst Innozenz III. nach einem Streit mit dem König über die Einsetzung von Stephen Langton als neuen Erzbischof von Canterbury 1208 über England das Interdikt verhängte, blieb des Roches neben John de Gray der einzige englische Bischof, der auf der Seite des exkommunizierten Königs blieb. Dabei diente er im Sommer 1209 zusammen mit William Brewer als Unterhändler bei Gesprächen mit den Vertretern des Papstes. Als geschickter Jäger und bemerkenswerter Kunstförderer gehörte des Roches zum engen Kreis der Freunde und Vertrauten des Königs. Er war mit an der finanziellen Ausbeutung der jüdischen Bevölkerung, der Erhebung von königlichen Steuern und der Erhebung von Gebühren für Justizvorgänge befasst. Spätestens ab 1212 wurde des Roches mit der Erziehung des ältesten Sohns des Königs, des Thronfolgers Heinrich beauftragt, der im Haushalt von des Roches aufwuchs.

### Tätigkeit als Militär und Justiciar
1206 nahm des Roches am Feldzug von Johann ins Poitou teil, und 1211 kommandierte er einen Teil der Armee, die gegen Fürst Llywelyn ab Iorwerth nach Wales vorstieß. Als gebürtiger Franzose und als reicher Bischof unterstützte des Roches mehrere andere Franzosen, die nach England übergesiedelt waren. Zu ihnen gehörten Peter de Maulay, Engelard de Cigogné und mehrere Verwandte des Söldnerführers Girard d’Athée. Weitere gebürtige Franzosen aus den ehemals den englischen König gehörenden Gebieten des angevinischen Reiches lebten in seinem Haushalt, denen der einheimische englische Adel vielfach misstraute. 1213 hatte des Roches de facto das Amt des königlichen Kanzlers übernommen, und im Februar 1214 ernannte Johann ihn zum Chief Justiciar. Als solcher übernahm er 1214 während des gescheiterten Feldzugs des Königs ins Poitou die Regentschaft in England.
Seine Bedeutung innerhalb der Regierung zeigte sich, als für ihn in den nächsten Monaten eigene Urkundenverzeichnisse angelegt wurden. Des Roches machte sich jedoch auch zahlreiche Gegner, die ihn der Begünstigung seiner ausländischen Freunde beschuldigten und sein hartes Durchgreifen bei der Erhebung des Schildgeldes für die umstrittenen Feldzüge von 1214 kritisierten. Nach der Aufhebung des Interdikts 1213 hatte er wesentlichen Einfluss bei der Besetzung von vakanten Bistümern und Abteien. Auch wird er für die Verschlechterung der Beziehungen zwischen der Krone und der City of London mit verantwortlich gemacht. Als Justiciar versuchte er 1214 erfolglos, zum Erzbischof von York gewählt zu werden. Der König bot ihm die Wahl zum Bischof von Durham an, was des Roches jedoch ablehnte. Die Kritik an der Amtsführung von des Roches stärkte die Adelsopposition gegen den König und führte mit zur Anerkennung der Magna Carta zum folgenden offenen Krieg der Barone.

### Rolle im Krieg der Barone
Des Roches blieb ein fester Unterstützer des Königs. Er bezeugte mit die Anerkennung der Magna Carta durch den König im Juni 1215. Danach wurde er jedoch als Justiciar durch den gebürtigen Engländer Hubert de Burgh abgelöst. Des Roches unterstützte nun den König bei dem Versuch, die Magna Carta durch den Papst für ungültig erklären zu lassen. Dabei ließ er zahlreiche Rebellen durch den Papst exkommunizieren und verkündete im September 1215 in Dover die Suspendierung von Stephen Langton als Erzbischof von Canterbury durch den Papst. Während des Kriegs der Barone befand sich Winchester in der Hand der Rebellen, so dass sich des Roches nach Taunton zurückzog. Von dort unterstützte er den König finanziell und militärisch. Nach dem Tod von König Johann im Oktober 1216 wurde des Roches einer seiner Testamentsvollstrecker. Zusammen mit mindestens vier anderen Bischöfen, darunter Silvester von Worcester und Simon von Exeter und in Anwesenheit des päpstlichen Legaten Guala Bicchieri nahm des Roches am 28. Oktober in der Kathedrale von Gloucester die provisorische Krönung des jungen Heinrichs III. vor. Auch nach der Krönung gab der Regentschaftsrat den neunjährigen König in die Obhut von des Roches. In der Schlacht von Lincoln am 20. Mai 1217 kommandierte des Roches die Armbrustschützen des königlichen Heeres. Dabei entdeckten seine Kundschafter ein unverschlossenes Tor, durch das die königlichen Truppen in die Stadt eindringen konnten und so das Heer der Rebellen und der Franzosen besiegen konnten. Seine Truppen machten zahlreiche Gefangene, die er erst nach hohen Lösegeldzahlungen freiließ. Als gegen Ende des Bürgerkriegs die Rebellen die City of London übergaben, gehörte des Roches zu den ersten, die die Stadt betraten. Ihm wurde der Tower of London übergeben.

## Rolle während der Minderjährigkeit von HeinrichIII.

### Machtkampf im Regentschaftsrat
Als der Frieden von Lambeth 1217 den Krieg der Barone beendete, nahm des Roches wieder sein Amt in der königlichen Finanzverwaltung und im Haushalt des Königs war. Dazu diente er als Sheriff von Hampshire und als Verwalter mehrerer königlicher Burgen und Wälder. Vielleicht aus Zorn über die milde Behandlung, die die geschlagenen Rebellen durch den Regentschaftsrat erhielten, verweigerte er seinen Beitrag zu einer Steuer, mit der die Entschädigung finanziert wurde, die die französischen Truppen für ihren Abzug aus England erhielten. Dadurch zog er sich den Unmut des Regentschaftsrates zu. Da er in den nächsten Jahren seine Ämter finanziell ausnutzte, gleichzeitig aber weiter Ausländer protegierte und dazu in einen dauernden Konflikt mit Hubert de Burgh stand, wurde er politisch zunehmend isoliert. Als der bisherige Regent William Marshal 1219 im Sterben lag, griff des Roches während einer Sitzung des Regentschaftsrates den jungen König an den Kopf, womit er die Vormundschaft und die Führung des Regentschaftsrats beanspruchte. Diese Geste wurde jedoch von dem päpstlichen Legaten Pandulf und William Marshal dem Jüngeren scharf zurückgewiesen. Daraufhin ließ der Einfluss von des Roches auf die Regierung weiter nach. 1220 nahm er noch an der erneuten feierlichen Krönung von Heinrich III. teil, doch danach zog er sich aus dem Regentschaftsrat zurück. Vom Papst als Erzbischof von Damiette nominiert, wollte er sich dem Kreuzzug von Damiette anschließen.

### Rebell und verhinderter Kreuzfahrer
Im Frühjahr 1221 unternahm des Roches zunächst eine Wallfahrt nach Santiago de Compostela. Die Abwesenheit von des Roches nutzte Hubert de Burgh, um dessen wichtigste Verbündete, Falkes de Bréauté und Peter de Maulay zu stürzen. Maulay musste seiner Ämter als Constable und Sheriff niederlegen und wurde kurzzeitig inhaftiert. De Burgh beschuldigte ihn, zusammen mit des Roches England zu verraten und an die Franzosen zu übergeben zu wollen. Als des Roches aus Spanien zurückkehrte, wurde die Anklage rasch fallengelassen, doch des Roches verlor endgültig die Aufsicht über die Erziehung des jungen Königs. Das Scheitern des Kreuzzugs von Damiette im Sommer 1221 verzögerte auch des Roches Kreuzzugspläne auf unbestimmte Zeit. Des Roches versuchte nun erneut, die Vorherrschaft am Hof zu erlangen. Dazu wandte er sich 1223 an Papst Honorius III. mit der Bitte, den 15-jährigen König vorzeitig für volljährig zu erklären. Hubert de Burgh und Erzbischof Langton nutzten diese Briefe jedoch, um des Roches des Machtmissbrauchs zu beschuldigen. Sie forderten ihn auf, auf sein Amt als Sheriff von Hampshire sowie auf die von ihm gehaltenen königlichen Burgen zu verzichten. Zusammen mit anderen ehemaligen Vertrauten von König Johann, darunter Earl Ranulf of Chester, versuchte des Roches kurzzeitig eine Rebellion gegen den Regentschaftsrat. Der Earl of Chester, der Count of Aumale und Falkes de Bréauté demonstrierten im November 1223 bewaffnet vor dem Tower of London, und des Roches verbrachte Weihnachten absichtlich in Leicester, während der König in Northampton weilte. Erneut stand England am Rand eines Bürgerkriegs, doch die Rebellion brach rasch zusammen. Im Frühjahr 1224 schloss sich des Roches den königlichen Truppen unter de Burgh an, die das von Falkes de Bréautés Truppen gehaltene Bedford Castle belagerten und eroberten. In der Folge blieb des Roches vom engeren Gefolge des Königs ausgeschlossen. Seine Amtsführung als Sheriff wurde untersucht, und 1227 musste er £ 500 an die Krone zur Begleichung seiner offenen Schulden zahlen. Zusammen mit Bischof William Briwere von Exeter brach er daraufhin im Juni oder Juli 1227 zu einem Kreuzzug ins Heilige Land auf.
Im Heiligen Land wurden beide Bischöfe zu einflussreichen Ratgebern Kaiser Friedrichs II., der auf seinem Kreuzzug 1228 im Heiligen Land eintraf. Der Kaiser stand in Opposition zur Kirche im Heiligen Land und zum Papst, aber beide Bischöfe ignorierten den päpstlichen Befehl des Papstes, den exkommunizierten Kaiser nicht zu unterstützen. Beide bezeugten im Februar 1229 den Vertrag des Kaisers mit dem Sultan von Kairo, gemäß dem Jerusalem friedlich an die Christen zurückgegeben wurde, den sogenannten Frieden von Jaffa. Im März 1229 zog des Roches in Jerusalem ein. Nachdem er schon die Wiederbefestigung von Sidon, Askalon und Jaffa unterstützt hatte, beriet er den Kaiser bei der Neuanlage der Befestigungen von Jerusalem, unter anderem beim Davidsturm und beim Stephanstor. Für die Unterstützung des exkommunizierten Kaisers wurde des Roches vom Patriarchen von Jerusalem kritisiert und kurzzeitig vom Papst als Bischof suspendiert. Im Mai 1229 folgte des Roches Friedrich II. nach Italien, und um den 22. Juli erreichte er den Papsthof. Danach vermittelte er in San Germano und in Ceprano einen Frieden zwischen dem Papst und dem Kaiser. Während der nächsten beiden Jahre hielt er sich vornehmlich am Papsthof auf, ehe er nach fast fünf Jahren Abwesenheit im Juli 1231 nach England zurückkehrte.

## Rückkehr an die Macht und politisches Scheitern

### Verdrängung von de Burgh
In England war es während des Roches Abwesenheit zu einer zunehmenden Entfremdung zwischen dem mächtigen Justiciar Hubert de Burgh und dem jungen König gekommen. Das Reich litt immer noch unter finanziellen Schwierigkeiten, die durch teure, jedoch erfolglose Kriege verstärkt worden waren. Des Roches wurde als heimkehrender Kreuzfahrer triumphal gefeiert und erlangte rasch wieder die Gunst des Königs. Er drängte den König, finanziell neue Wege zu gehen und selbst stärker Einfluss auf die Regierung zu nehmen. Weihnachten 1231 feierte der König als Gast von des Roches in Winchester, und Anfang 1232 wurde des Roches wieder zum Baron of the royal Exchequer ernannt. Der Einfluss von de Burgh nahm dagegen weiter ab. Des Roches förderte dazu seinen Neffen Peter de Rivallis, dem im Sommer 1232 eine Reihe von königlichen Ämtern übertragen wurde und der dazu zum Verwalter von mehreren einträglichen Gütern ernannt wurde. De Burgh ließ sich daraufhin im Juli 1232 vom König lebenslang als Justiciar bestätigen. Kurz darauf, vermutlich durch den Einfluss von des Roches, wurde de Burgh der Übergriffe auf vom Papst eingesetzte italienische Geistliche beschuldigt. Ab dem 28. Juli 1232 wurde er seiner Ämter enthoben. Mit Unterstützung von Richard Marshal, 3. Earl of Pembroke entfernte des Roches de Burgh und seine Anhänger vom Hof, stattdessen wurden Vertraute von des Roches berufen, die er bereits aus seiner Zeit im Regentschaftsrat vor 1223 kannte.

### Bürgerkrieg und politisches Scheitern
Des Roches ging jedoch noch weiter. Er ließ de Burgh in Devizes Castle inhaftieren, und Anfang 1233 ersetzte er den Treasurer Walter Mauclerk durch seinen Neffen Peter de Rivallis. Die zeitgenössischen Chronisten warfen des Roches vor, das er sich die Herrschaft von Kaiser Friedrich II. zum Vorbild nahm und wie König Johann Ohneland autokratischen und oft sogar tyrannisch regierte. Tatsächlich erließ der König zahlreiche neue Royal Charters, in denen er Ämter und Besitzungen mehrerer Barone widerrief. Eines dieser Opfer war Gilbert Basset, der darauf im Frühjahr 1233 eine offene Revolte begann. Basset war ein enger Gefolgsmann des Earl of Pembroke, den er überreden konnte, die Revolte zu unterstützen. In der Folge kam es zu einem offenen, fast einjährigen Bürgerkrieg, der hauptsächlich in den Welsh Marches ausgetragen wurde.
Offiziell hatte des Roches in dieser Zeit kein Amt inne. Der Justiciar war Stephen of Seagrave, der auch wesentlichen Einfluss darauf gehabt hatte, die Revolte des Earl of Pembroke gewaltsam niederzuschlagen. Die Rolle von des Roches kann deshalb nicht genau beurteilt werden, doch Huw W. Ridgeway und zahlreiche andere Historiker sind der Auffassung, dass des Roches, der nahezu täglich Kontakt zum König hatte, in dieser Zeit der eigentliche Machthaber Englands war. Zahlreiche seiner Günstlinge hatten dazu wichtige Ämter inne. Die hohen Kosten des Bürgerkriegs und dazu die finanziellen Verpflichtungen gegenüber Verbündeten in der Bretagne und im Poitou, mit deren Hilfe der König weiterhin die von seinem Vater verlorenen Besitzungen des angevinischen Reichs in Frankreich zurückerobern wollte, belasteten die Krone jedoch stark. Dabei zeigte sich, dass Peter de Rivallis mit seinem Amt völlig überfordert war. Zwar gibt es keine Belege für die Beschuldigung des zeitgenössischen Chronisten Roger von Wendover, dass des Roches den Earl of Pembroke in Irland in eine Falle gelockt hätte, wo dieser tödlich verwundet wurde. Des Roches hatte sich jedoch in kurzer Zeit die überwiegende Mehrheit seiner englischen Bischofskollegen zu Feinden gemacht. Am 2. Februar 1234 verlangte Edmund Rich, der neu gewählte Erzbischof von Canterbury, unterstützt von mehreren anderen Bischöfen die Entfernung des Roches vom Hof. Diese Forderung fand auch bei vielen Baronen Zustimmung, die eine autoritäre Herrschaft wie unter König Johann ablehnten und durch die wiederholte Anerkennung der Magna Carta und wegen der überlangen Minderjährigkeit von Heinrich III. auch selbstbewusster geworden waren.
Heinrich III. versuchte zunächst, eine Entscheidung hinauszuzögern. Bei der Einsetzung von Edmund Rich als neuen Erzbischof hielten sich die Bischöfe demonstrativ von des Roches fern, und am 9. Mai drohte der Erzbischof dem König mit der Exkommunikation, wenn die Regierung nicht geändert würde. Daraufhin befahl der König des Roches, sich in sein Bistum zurückzuziehen und sich nicht weiter politisch zu betätigen. Peter de Rivallis, Stephen of Seagrave und andere Günstlinge von des Roches wurden ihrer Ämter enthoben. Während Stephen of Seagrave und Peter de Rivallis sich für ihre Amtsführung verantworten mussten, wurde des Roches erlaubt, sich ohne weitere Untersuchungen zurückzuziehen.

### Letzte Jahre und Tod

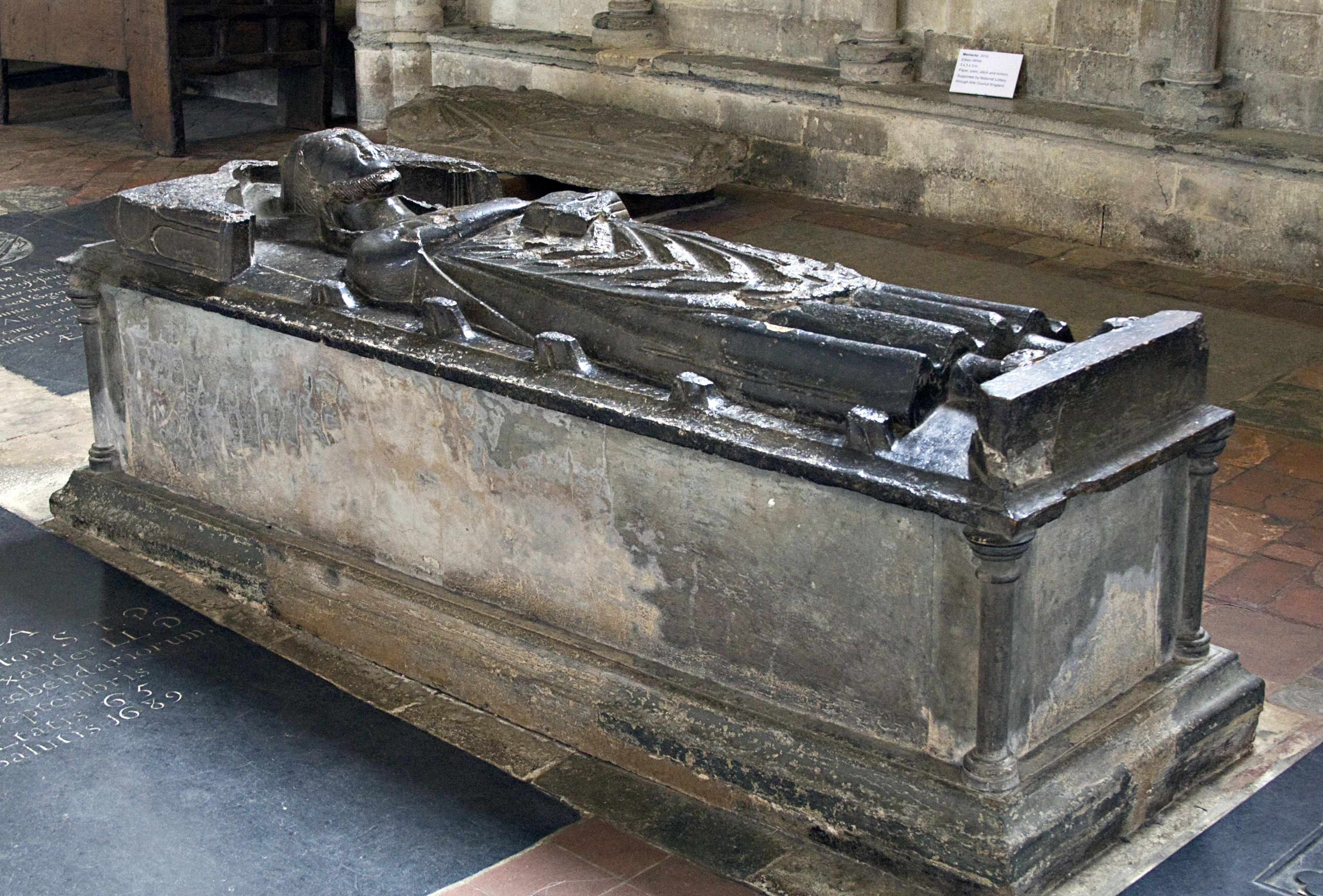
Grabdenkmal von Peter des Roches in der Kathedrale von Winchester

Im Frühjahr 1235 verließ des Roches erneut England, unter anderem unterstützte er einen Feldzug von Papst Gregor IX. und von Kaiser Friedrich II. gegen die Bürger von Rom. Der Kaiser wurde jedoch von Heinrich III. in Briefen vor des Roches gewarnt, während der Papst hauptsächlich an dem gewaltigen Vermögen von des Roches interessiert war. Auf Vermittlung des Papstes durfte des Roches 1236 nach England zurückkehren, wo er um den 29. September eintraf. Schon krank, setzte er in England sein Testament auf. In seinen letzten Monaten vor seinem Tod predigte er zugunsten eines Kreuzzugs zur Rettung des lateinischen Kaiserreichs in Konstantinopel, unterdrückte mit Unruhen, die in Oxford gegen den neuen päpstlichen Legaten Oddone ausgebrochen waren und soll sogar den König gedrängt haben, anstatt dem aus Frankreich stammenden Simon de Montfort seinen englischen Baronen zu trauen. Er starb in Farnham Castle, der traditionellen Hauptresidenz der Bischöfe von Winchester. Sein Herz wurde einer separaten Bestattung in der nahe gelegenen Waverley Abbey beigesetzt, sein Leichnam in der Kathedrale von Winchester, wo sein schwarzes Marmorgrabdenkmal erhalten ist. In seinem Testament verfügte er, dass Totenmessen für ihn in England und in der Kathedrale von Tours gehalten werden.

## Tätigkeit als Bischof
Während seiner Amtszeit als Bischof wurde in seiner Diözese eine neue Form der Buchführung, die sogenannten Winchester Pipe Rolls, eingeführt. Ihm gelang es, die Jahreseinkünfte der Diözese von etwa £ 1500 auf über £ 3000 zu steigern. Unter ihm wurde der Bau des Retrochors der Kathedrale von Winchester fortgesetzt. Anscheinend war er der erste Bischof von Winchester, der, beeinflusst durch das vierte Laterankonzil 1215, Diözesanstatuten erließ. Unter seinem Schutz trafen die ersten Dominikaner 1221 in England ein. Auf seine Initiativen hin wurden die Prämonstratenserabteien Hales Abbey in Worcestershire und Titchfield in Hampshire gegründet, dazu das Augustinerpriorat von Selborne und die Zisterzienserniederlassungen Netley in Hampshire sowie Clarté Dieu im Poitou, das aufgrund einer Stiftung von des Roches nach seinem Tod nahe seinem Geburtsort im Touraine gegründet wurde. Damit gilt des Roches als einer der bedeutendsten Förderer der geistlichen Orden im England des 13. Jahrhunderts. Dazu leitete er die Neugründung des Hospitals St Thomas in Southwark, die Wiedererrichtung des Kreuzfahrerhospitals und des Ordens von St Thomas of Acre im Heiligen Land, die Niederlassung der Dominikaner in Winchester vor 1234 und die Gründung eines Hospitals in Portsmouth.
Mit seinem gewaltigen Vermögen unterstützte des Roches auch Einsiedler und Einsiedlerinnen und stiftete große Summen für die Armenfürsorge. In seinem Testament verfügte er, dass die Bischöfe von Winchester auf ewig Vorräte an Getreide und Saatgut für Notzeiten einlagern sollten. Seine Pipe Rolls belegen aber auch die hohen Ausgaben für Juwelen, Gewürze und Edelmetalle, für die Jagd und für die Unterstützung zahlreicher Günstlinge und Ritter am Königshof. Zu seinem Haushalt in Winchester gehörten mehrere Schüler, darunter die Dichter Henry d’Avranches († 1262/3), Elias of Dereham († 1245) und mindestens ein, vielleicht auch zwei spätere Bischöfe: Eustace de Fauconberg, der spätere Bischof von London, und Ralph de Neville, der spätere Lordkanzler und Bischof von Chichester. Trotz seiner Herkunft aus Frankreich, weshalb des Roches zeitlebens in England unbeliebt war, schien er ein eifriger Anhänger der angelsächsischen Heiligen gewesen zu sein. Dabei gab er Gedichte bei Henry d’Avranches in Auftrag, die den Anspruch der Bischöfe von Winchester auf die Reliquien des angelsächsischen Heiligen Birinus bekräftigen sollten, die auch von Dorchester Abbey beansprucht wurden. In der Kathedrale von Winchester ließ er den Schrein des heiligen Swithin restaurieren. 1231 brachte er vom Kreuzzug eine angebliche Fußreliquie des heiligen Philippus mit sowie ein Buch von Wilhelm von Tyrus über die Wunder des Ostens, das er dem Chronisten Matthew Paris übergab. Die Kanoniker des Kathedralkapitels von Winchester nannten des Roches as hard as rocks (deutsch Hart wie Steine), eine Anspielung auf seinen Namen. Trotz dieses Beinamens hatten sie ihm mehrere Privilegien zu verdanken. Er bestätigte den Zehnten, den das Kathedralkapitel auf seine Ländereien erheben durften, und bedachte es in seinem Testament mit weiteren Besitzungen.